# Малиновая (Гродненская область)
Мали́новая (бел. Малі́навая) — деревня в Сморгонском районе Гродненской области Беларусь.
Входит в состав Вишневского сельсовета.
Расположена у восточной границы района. Расстояние до районного центра Сморгонь по автодороге — около 21,5 км, до центра сельсовета агрогородка Вишнево по прямой — чуть более 6,5 км. Ближайшие населённые пункты — Айцвилы, Светиловичи, Стасино. Площадь занимаемой территории составляет 1,2755 км², протяжённость границ 15740 м.

## История
Деревня отмечена на карте Шуберта (середина XIX века) под названием Свинка. Фактически в 1865 году состояла из трёх деревень Свенцянского уезда Виленской губернии:
- в составе Вишневской волости
  - Свинка 1 насчитывала 44 ревизских души, относилась к имению Иполитово Козловских;
  - Свинка 2 насчитывала 29 ревизских душ, относилась к имению Спяглица Керсновских;
- в составе Дуботовской волости
  - Свинка насчитывала 36 ревизских душ, 16 дворов и 136 жителей католического вероисповедания, бывшее владение Милачевских, затем Бокшанских.

После Советско-польской войны, завершившейся Рижским договором, в 1921 году Западная Белоруссия отошла к Польской Республике и деревня была включена в состав новообразованной сельской гмины Вишнево Свенцянского повета Виленского воеводства. 1 января 1926 года гмина Вишнево была переведена в состав Вилейского повета.
В 1938 году состояла из двух деревень: Свинка I насчитывала 20 дымов (дворов) и 114 душ и Свинка II — 14 дымов и 70 душ соответственно.
В 1939 году, согласно секретному протоколу, заключённому между СССР и Германией, Западная Белоруссия оказалась в сфере интересов советского государства и её территорию заняли войска Красной армии. Деревня вошла в состав новообразованного Сморгонского района Вилейской области БССР. После реорганизации административного-территориального деления БССР деревня была включена в состав новой Молодечненской области в 1944 году. В 1960 году, ввиду новой организации административно-территориального деления и упразднения Молодечненской области, Малиновая вошла в состав Гродненской области.

## Население
Согласно переписи население деревни в 1999 году насчитывало 306 человек.

## Транспорт
Через Малиновую проходят автомобильные дороги:
- республиканская Р95 Лынтупы — Свирь — Сморгонь — Крево — Гольшаны

местные:
- Н6747 Малиновая — Постарини-1 — Славчиненты
- Н6748 Малиновая — Сыроватки — Андреевцы — Поляны
- Н7396 Малиновая — Светиловичи

Через деревню проходят регулярные автобусные маршруты:
- Сморгонь — Вишнево
- Сморгонь — Комарово
- Сморгонь — Свайгини
- Сморгонь — Свирь
- Сморгонь — Хведевичи

## Достопримечательности
В Малиновой находятся две придорожных часовни, одна из которых построена в XIX веке, другая в 1990-е годы.